# Beta Librae
Zubeneschamali eller Beta Librae (β Librae förkortat Beta Lib, β Lib), som är stjärnans Bayerbeteckning, är en misstänkt variabel i norra delen av stjärnbilden Vågen. Baserat på parallaxmätningar i Hipparcos-uppdraget på 17,6 mas beräknas den befinna sig på ca 185 ljusårs (57 parsek) avstånd från solen.
Stjärnan varierar mellan visuell magnitud +2,60 och 2,63 med små och snabba variationer. Den är numera klassificerad som pulserande variabel av Cepheid-typ av underkategorin BL Herculis-typ (CWB).
På 300-talet f. Kr var Beta Librae, enligt Eratosthenes, ljusstarkare än Antares, en stjärna av den första magnituden. 350 år senare skattade Ptolemaios den ungefär lika ljusstark som Antares. Skillnaden kan bero på att Antares har blivit ljusstarkare sedan den tiden, men härom råder osäkerhet. Det kan också ha berott på att ljusvariationer hos Beta Librae. I nutid visar den små variationer på 0,03 av en magnitud.

## Stjärnans färg
Beta Librae har en omtvistad färg. Av spektralklassen att döma, B8 V, ska den kallas blåvit. Emellertid har åtskilliga observatörer rapporterat att den verkar grön eller blekt smaragdfärgad. Den har bland annat beskrivits som ”den enda grönfärgade stjärnan som är synlig för blotta ögat”.

Den amerikanske astronomen Robert Burnham skriver följande om Beta Librae i sin berömda guidebok till stjärnhimlen, Burnham's celestial handbook: an observer's guide to the universe beyond the solar system: 
| ” | Ett annat mysterium är att denna vita stjärna så ofta beskrivits som ”grönaktig” eller ”svagt smaragdfärgad”. Olcott beskriver den som ”den enda stjärna som är synlig för blotta ögat, som är grönfärgad”, medan T. W Webb talar om dess ”vackert ljusgröna nyans”. Stjärnornas färger är märkligt undflyende och det finns därför många avvikelser i guideböckerna, men moderna observatörer är vanligtvis överens om att de enda stjärnor som verkar gröna är följeslagare till röda stjärnor, som har en omloppsbana som ligger nära, till exempel Antares följeslagare. | „ |